# Qualificazioni al campionato mondiale di calcio 2022 - UEFA - Turno di spareggio
Gli spareggi di qualificazione al campionato mondiale di calcio 2022 hanno deciso le ultime tre squadre qualificate per la zona UEFA a Qatar 2022. A differenza delle precedenti edizioni, le squadre partecipanti agli spareggi non sono le seconde classificate dei rispettivi gironi, ma sono decise anche sulla base dei risultati della UEFA Nations League 2020-2021. Agli spareggi hanno partecipato 11 squadre divise in tre percorsi con semifinali e finali in gare di sola andata. Il sorteggio si è svolto il 26 novembre 2021 a Zurigo, in Svizzera. Gli spareggi sono stati programmati per il 24 marzo e 1º giugno 2022 (semifinali) e per il 29 marzo e 5 giugno 2022 (finali). I vincitori delle tre finali si sono qualificati alla rassegna iridata.

## Formato
Il formato per il turno degli spareggi è stato confermato dal Comitato Esecutivo UEFA a Nyon, in Svizzera, il 4 dicembre 2019. Esso dipende, in parte, dai risultati della UEFA Nations League 2020-2021.
A differenza delle precedenti edizioni, gli spareggi non si disputano in partite di andata e ritorno. Dodici squadre sono state divise in tre Percorsi, ciascuno contenente quattro squadre. Ogni Percorso prevede due semifinali in gara unica, seguite dalla finale. Le tre squadre vincitrici delle finali accedono alla fase finale in Qatar. Le semifinali vengono ospitate dalle seconde sei squadre meglio qualificate al termine della fase a gironi delle qualificazioni canoniche, mentre la squadra ospitante della finale è determinata tramite sorteggio.
Il regolamento prevede che gli spareggi avvengano in gare singole a eliminazione diretta. In caso di pareggio sono previsti tempi supplementari seguiti dai tiri di rigore in caso di ulteriore parità. Ad ogni squadra sono concesse un massimo di sei sostituzioni. Anche nel turno degli spareggi, come durante la fase a gironi delle qualificazioni canoniche, è previsto l'uso del VAR, come stabilito dal Comitato Esecutivo UEFA.

## Selezione delle nazionali
Accedono a questa fase 12 nazionali che non sono riuscite a qualificarsi alla fase finale mediante le qualificazioni canoniche.

### Seconde classificate
Le dieci seconde classificate del primo turno UEFA accedono agli spareggi. In questa classifica si escludono i punti ottenuti contro la sesta classificata dei gironi composti da sei squadre, per un totale di otto incontri per squadra. In base ai risultati della fase a gironi di qualificazione, le sei squadre meglio classificate sono state teste di serie, mentre le ultime quattro non sono state teste di serie nel sorteggio delle semifinali.
| Pos. | Gr | Squadra            | Pt | G | V | N | P | GF | GS | DR  |
| ---- | -- | ------------------ | -- | - | - | - | - | -- | -- | --- |
| 1.   | A  | Portogallo         | 17 | 8 | 5 | 2 | 1 | 17 | 6  | +11 |
| 2.   | F  | Scozia             | 17 | 8 | 5 | 2 | 1 | 14 | 7  | +7  |
| 3.   | C  | Italia             | 16 | 8 | 4 | 4 | 0 | 13 | 2  | +11 |
| 4.   | H  | Russia             | 16 | 8 | 5 | 1 | 2 | 14 | 5  | +9  |
| 5.   | B  | Svezia             | 15 | 8 | 5 | 0 | 3 | 12 | 6  | +6  |
| 6.   | E  | Galles             | 15 | 8 | 4 | 3 | 1 | 14 | 9  | +5  |
| 7.   | G  | Turchia            | 15 | 8 | 4 | 3 | 1 | 18 | 16 | +2  |
| 8.   | I  | Polonia            | 14 | 8 | 4 | 2 | 2 | 18 | 10 | +8  |
| 9.   | J  | Macedonia del Nord | 12 | 8 | 3 | 3 | 2 | 14 | 11 | +3  |
| 10.  | D  | Ucraina            | 12 | 8 | 2 | 6 | 0 | 11 | 8  | +3  |

Legenda:
      Teste di serie
      Non teste di serie

### Vincitori dei gironi della UEFA Nations League
In base alla classifica generale della UEFA Nations League 2020-2021, le due migliori vincitrici dei gironi della Nations League che sono finite fuori dalle prime due posizioni del loro gruppo di qualificazione accedono agli spareggi e non sono teste di serie nel sorteggio delle semifinali.
| \| UNL \| Rank \| Squadra \| Gruppo \| \| --- \| ---- \| ---------- \| ------ \| \| A \| 1 \| Francia \| D \| \| A \| 2 \| Spagna \| B \| \| A \| 3 \| Italia \| C \| \| A \| 4 \| Belgio \| E \| \| B \| 17 \| Galles \| E \| \| B \| 18 \| Austria \| F \| \| B \| 19 \| Rep. Ceca \| E \| \| B \| 20 \| Ungheria \| I \| \| C \| 33 \| Slovenia \| H \| \| C \| 34 \| Montenegro \| G \| \| C \| 35 \| Albania \| I \| \| C \| 36 \| Armenia \| J \| \| D \| 49 \| Gibilterra \| G \| \| D \| 50 \| Fær Øer \| F \| |      |            |        |
| UNL | Rank | Squadra    | Gruppo |
| A | 1    | Francia    | D      |
| A | 2    | Spagna     | B      |
| A | 3    | Italia     | C      |
| A | 4    | Belgio     | E      |
| B | 17   | Galles     | E      |
| B | 18   | Austria    | F      |
| B | 19   | Rep. Ceca  | E      |
| B | 20   | Ungheria   | I      |
| C | 33   | Slovenia   | H      |
| C | 34   | Montenegro | G      |
| C | 35   | Albania    | I      |
| C | 36   | Armenia    | J      |
| D | 49   | Gibilterra | G      |
| D | 50   | Fær Øer    | F      |

Legenda:
      Qualificate alla fase finale
      Qualificate agli spareggi come seconde nel girone di qualificazione
      Qualificate agli spareggi tramite la UEFA Nations League
      Eliminate

### Fasce
| Nazionale  | Pos. |
| ---------- | ---- |
| Portogallo | 1.   |
| Scozia     | 2.   |
| Italia     | 3.   |
| Russia     | 4.   |
| Svezia     | 5.   |
| Galles     | 6.   |

| Nazionale          | Pos.   |
| ------------------ | ------ |
| Turchia            | 7.     |
| Polonia            | 8.     |
| Macedonia del Nord | 9.     |
| Ucraina            | 10.    |
| Austria            | UNL18. |
| Rep. Ceca          | UNL19. |

## Effetti dell'invasione russa dell'Ucraina
Il Percorso A e il Percorso B sono stati influenzati dall'invasione russa dell'Ucraina, la quale è iniziata il 24 febbraio 2022, un mese prima delle semifinali.
La FIFA sospende la Russia dalla partecipazione a tutte le competizioni il 28 febbraio, annunciando l'8 marzo che l'avversario della semifinale, la Polonia, è automaticamente qualificata alla finale del Percorso B. La Federazione calcistica della Russia annuncia il ricorso al TAS contro l'esclusione dalle competizioni. La richiesta di revoca temporanea dalle competizioni viene respinta. La FIFA aveva inizialmente stabilito che la Russia avrebbe dovuto competere sotto il nome "Federazione calcistica della Russia", in inglese Football Union of Russia (RFU), senza la propria bandiera e l'inno nazionale, e avrebbe dovuto giocare gli incontri casalinghi in campo neutro senza spettatori. Le Federazioni di Rep. Ceca, Polonia e Svezia facenti parte dello stesso Percorso avevano già espresso la volontà di non giocare alcuna partita in Russia, prima di rifiutarsi del tutto di giocare contro la Russia, anche in campo neutro. Le tre Federazioni sono rimaste ferme nella loro decisione di non affrontare la Russia anche dopo quanto stabilito dalla FIFA.
Nel Percorso A, la Federazione calcistica dell'Ucraina presenta una richiesta alla FIFA per posticipare la semifinale contro la Scozia. L'8 marzo 2022 la FIFA posticipa la semifinale tra Scozia e Ucraina a giugno, con la finale riprogrammata nello stesso mese. L'altra semifinale tra Galles e Austria rimane programmata nella stessa data.

## Partite
Per ogni percorso, le nazionali teste di serie giocheranno le semifinali in casa. Per ogni finale è stato svolto un sorteggio per decidere quale nazionale avrebbe giocato in casa. Per il Percorso A il sorteggio ha stabilito che giocherà in casa la vincente tra Galles e Austria; per il Percorso B la vincente tra Russia e Polonia; per il Percorso C la vincente tra Portogallo e Turchia.

### Percorso A

#### Semifinali
| Arbitro: | Szymon Marciniak |

|               |           |              |
| Bale 25’, 51’ | Marcatori | 65’ Sabitzer |

| Arbitro: | Danny Makkelie |

|              |           |                                          |
| McGregor 79’ | Marcatori | 33’ Jarmolenko 49’ Jaremčuk 90+5’ Dovbyk |

#### Finale
| Arbitro: | Antonio Mateu Lahoz |

|          |           |  |
| Bale 34’ | Marcatori |  |

#### Tabella riassuntiva
| Squadra 1  | Risultato | Squadra 2 |
| ---------- | --------- | --------- |
| Semifinali |           |           |
| Scozia     | 1 - 3     | Ucraina   |
| Galles     | 2 - 1     | Austria   |
| Finale     |           |           |
| Galles     | 1 - 0     | Ucraina   |

### Percorso B

#### Semifinali
| Mosca 24 marzo 2022, ore 18:00 CET | Russia | – Partita annullata referto | Polonia | VTB Arena |

| Arbitro: | Michael Oliver |

|              |           |  |
| Quaison 110’ | Marcatori |  |

#### Finale
| Arbitro: | Daniele Orsato |

|                                      |           |  |
| Lewandowski 50’ (rig.) Zieliński 72’ | Marcatori |  |

#### Tabella riassuntiva
| Squadra 1  | Risultato   | Squadra 2 |
| ---------- | ----------- | --------- |
| Semifinali |             |           |
| Russia     | Annullata   | Polonia   |
| Svezia     | 1 - 0 (dts) | Rep. Ceca |
| Finale     |             |           |
| Polonia    | 2 - 0       | Svezia    |

### Percorso C

#### Semifinali
| Arbitro: | Clément Turpin |

|  |           |                  |
|  | Marcatori | 90+2’ Trajkovski |

| Arbitro: | Daniel Siebert |

|                                 |           |            |
| Otávio 15’ Jota 42’ Nunes 90+4’ | Marcatori | 65’ Yılmaz |

#### Finale
| Arbitro: | Anthony Taylor |

|                    |           |  |
| Fernandes 32’, 65’ | Marcatori |  |

#### Tabella riassuntiva
| Squadra 1  | Risultato | Squadra 2          |
| ---------- | --------- | ------------------ |
| Semifinali |           |                    |
| Italia     | 0 - 1     | Macedonia del Nord |
| Portogallo | 3 - 1     | Turchia            |
| Finale     |           |                    |
| Portogallo | 2 - 0     | Macedonia del Nord |

## Statistiche

### Classifica marcatori
3 reti
- Gareth Bale

2 reti
- Bruno Fernandes

1 rete
- Marcel Sabitzer
- Aleksandar Trajkovski
- Robert Lewandowski (1 rig.)
- Piotr Zieliński
- Diogo Jota

- Matheus Nunes
- Otávio
- Callum McGregor
- Robin Quaison
- Burak Yılmaz

- Artem Dovbyk
- Roman Jaremčuk
- Andrij Jarmolenko